# Fontana, California
Fontana, California là một thành phố thuộc quận San Bernardino trong tiểu bang California, Hoa Kỳ. Thành phố có tổng diện tích km2, trong đó diện tích đất là 42,4 dặm vuông Anh (110 km2). Theo điều tra dân số Hoa Kỳ năm 2010, thành phố có dân số 196.069 người, là thành phố đông dân thứ 114 tại Hoa Kỳ và thứ 20 tại California, lớn thứ nhì tại quận San Bernardino năm 2010.
Fontana được thành lập vào năm 1913, về cơ bản là khu vực nông thôn cho đến khi chiến tranh thế giới thứ II, khi doanh nhân Henry J. Kaiser xây dựng một nhà máy thép lớn trong khu vực. Thành phố ngày nay là một trung tâm khu vực của ngành công nghiệp vận tải đường bộ, với các xa lộ Interstate 10 và xa lộ bang 210 chạy xuyên thành phố từ đông sang tây, và liên tiểu bang 15 đi theo đường chéo qua góc phần tư phía Tây Bắc của nó.